# Підбірці
Підбі́рці — село в Україні, у Львівській міській громаді, Львівської області. Входить до складу Лисиничівського старостинського округу. Населення становить 3033 особи.

## Населення
На початку 1900-х років населення села становило понад 1000 осіб, а дворів близько 170. До кінця 1930-х років мешканців було близько 1500, а господарств до 300. Але приріст населення змінила друга світова війна «забравши» десятки селян.
Національний склад мешканців села за всю історію був різний. Село населяли: поляки, українці, євреї та інші меншини. Колись вважалось розподіляти людей за їхнім віросповіданням, от і випливають наступні дані відносно церковних книг:
| Рік              | 1765 | 1832 | 1837 | 1857 | 1873 | 1881 | 1904 | 1912 | 1914 | 1936 |
| ---------------- | ---- | ---- | ---- | ---- | ---- | ---- | ---- | ---- | ---- | ---- |
| Кількість вірних | 390  | 400  | 482  | 500  | 681  | 746  | 672  | 674  | 750  | 819  |

За даними всеукраїнського перепису населення 2001 року, в селі мешкало 2843 особи. Мовний склад села був таким:
| українська | 2836 | 99,75 |
| російська  | 4    | 0,14  |
| польська   | 2    | 0,07  |
| циганська  | 1    | 0,04  |

Згідно інформації, поданій на сайті Львівської міської ради, то у 2024 році населення Підбірців становило 3033 особи.

## Географія

Каплиця та в'їзний знак зі сходу

Поселення є витягнутої форми і знаходиться на підвищенні, яке нахилене на північ, до долини річки Полтви. Висота цього підвищення в межах 260—280 м над рівнем моря. Фактично це північні схили Розточчя. Адже місцеві води стікають до Балтійського моря.
Село розташовується на відстані 7 км від обласного центру. Повз село проходить автошлях державного значення М06 «Київ—Чоп», та М09 «Тернопіль—Рава-Руська». Через Підбірці проходить старий торговельний шлях, що його в часи шляхетської Польщі називали Глинянським трактом, який провадив до містечка Глиняни (центр Глинянської МОТГ, Львівського, району, Львівської області).
Найближчі сусідні села знаходяться за 2-3 км: Лисиничі, Кам'янопіль, Сороки-Львівські, Муроване, Винники, Миклашів та Ямпіль.

## Опис
Назва села вказує на те, що поселення виникло «під бором». Бором у всіх слов'янських мовах називається сосновий ліс. На жаль слідів лісу в межах поселення на даний час не залишилося.
Протягом XII—XIII століть, ще до перших відомостей про Львів, в околицях його було значне заселення городищ і селищ. До численних знахідок з перших століть по Христі належать римські монети в багатьох оселях, що є доказом зв'язків між слов'янським світом і Римською імперією.
Найстаріші писані згадки про Підбірці походять із львівських актів, що їх подає «Географічний словник Королівства Польського». Ще покійний місцевий парох о. декан Пилипець Петро під час посвячення нової мурованої церкви у 1943 році твердив, що Підбірці існували ще за 300 років до заснування Львова. На це вказували знахідки, що їх видобуто при копанні фундаментів під будову церкви. Тоді виявлено поховання, що походили з різних часів, у трьох шарах зрушуваної землі.
Давні місцеві географічні назви: місцевість «Могильниця», гора «Теремчинсько» (між Підбірцями та Кам'янополем), лука «Бубновиця».
Між Підбірцями і Лисиничами колись існував ставок Мердерів, який належав до території села. Його до 1787 року спустили і там же утворили спільне пасовище між селами. Цього року по периметру границь було насипано 65 копців.
Підбірці мають власну церкву, дитячий садок, загальноосвітню школу, медпункт, народний дім (колишній костел РКЦ), магазин, а також залізничну станцію Львівської дирекції Львівської залізниці на електрифікованій лінії Тернопіль — Львів, яка розташовується у північній частині села. До села курсує міський комунальний маршрутний автобус № 61 «с. Підбірці — с. Підрясне».

## Археологічні розкопки
1977 року в селі проводилися археологічні дослідження під проводом Дениса Козака. Вході яких було відкрито 350 м² шару землі і виявлено, крім жител періоду Київської Русі і ранньослов'янського часу, господарську споруду та вогнище, що належать до зубрицької культури племен Венедів.
Поселення розташоване на відстані 1 км на північ від сільської залізничної станції, в урочищі «На Пісках». Воно займає південну частину мисоподібного підвищення, розташованого серед широкої лугової долини. Площа поселення 100х100 м. Пам'ятка багатошарова — крім зубрицького поселення, тут є поселення бронзового, ранньозалізного, ранньослов'янського часу та періоду Київської Русі. Культурний шар знаходиться на глибині 0,2-0,3 м від сучасної поверхні і має потужність 0,3-0,4 м.
Житло має квадратну у плані форму (рис. 1) і орієнтоване стінками за сторонами світу. Стінки трохи нахилені донизу, долівка рівна, добре утрамбована. Розміри житла 3,8×4 м, висота земляних стінок 0,7 м. У північно-західному куті розташоване вогнище. Воно викладене каменем і має округлу форму діаметром 0,87 м. У долівці знаходилося вісім ямок від стовпів, розміщених по кутах і по середині протилежних стінок. Їх діаметр 0,2—0,3 м, глибина 0,25—0,3 м від рівня долівки. Заповнення житла складалося з темного гумусу з домішками вугликів, попелу та дрібних уламків глиняної обмазки. У заповненні виявлено значну кількість ліпної кераміки та два уламки гончарних посудин, характерних для Липицької культури.
Господарська споруда має прямокутну, із заокругленими кутами форму і орієнтована стінками за сторонами світу. Стінки вертикальні, дно рівне. Розміри споруди 3,2×2,6 м, висота земляних стінок 0,3 м. У заповненні споруди виявлено незначну кількість ліпного посуду, кістки тварин. Вогнище розташоване за межами об'єктів. Воно викладене камінням і має округлу форму діаметром 1,2 м. Під час зачистки вогнища знайдено кілька фрагментів ліпного посуду Пшеворської культури. У культурному шарі поселення зібрано ліпну кераміку. Більшість її має спеціально шорстковану поверхню темно-бурого кольору. Деякі посудини орнаментовані пальцевими вдавленнями, насічками по краю вінець, наліпним розчленованим валиком, нерегулярними врізними лініями. Кераміка представлена горщиками, мисками, кухликами та плоскими дисками. Основну кількість горщиків складають посудини середніх розмірів, стрункі, з ледь позначеною шийкою, округлими плечиками та заокругленою придонною частиною) (тип 5).
Горщики інших форм (типи 1, 2, 4) представлені поодинокими екземплярами (рис. 2). Так само одиничними є миски, кухлики та диски. Судячи з форм кераміки, позбавлених рис характерних для ранньоримського посуду, та наявності кількох горщиків з потовщеними слабопрофільованими вінцями, поселення можна віднести до середини І ст. н. е.

## Церква святого Миколая

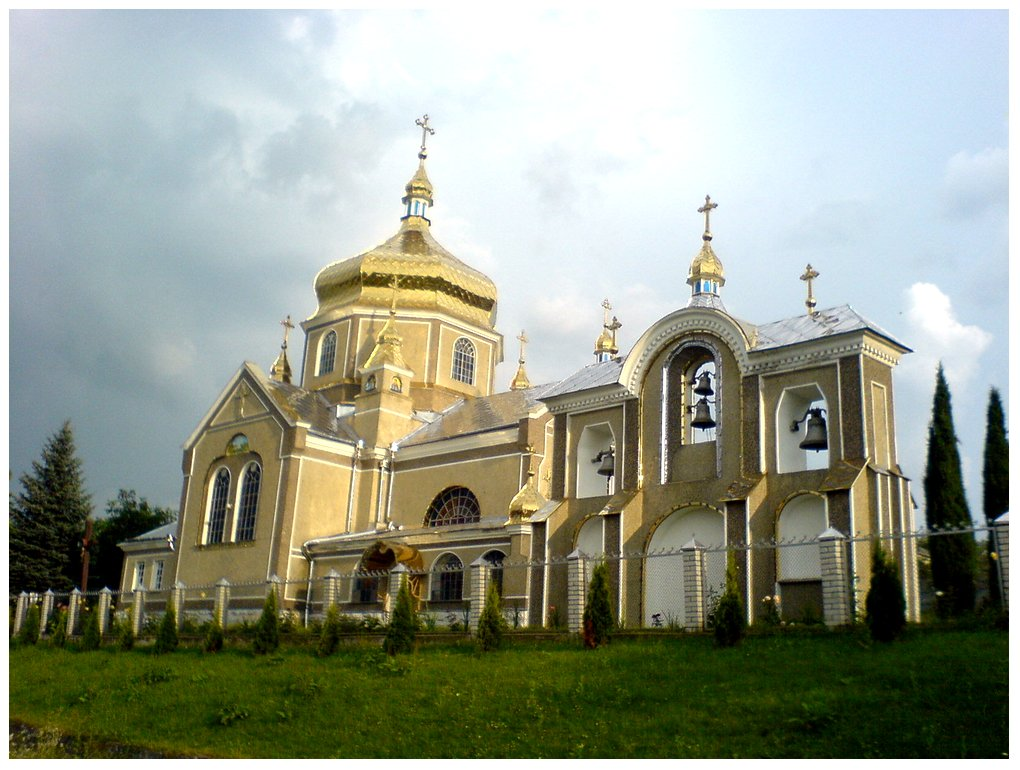
Фото 2010 року

Греко-католицька церква святого Миколая розміщується на невеликому пагорбі в центрі села, який прилягає до головної сільської вулиці, названої на честь видатного уродженця цього села, галицького митрополита — Григорія Яхимовича. Будівництво велося із 1922 по 1943 роки. Належить до Винниківського Протопресвітеріату УГКЦ. На 28 серпня припадає свято Пречистої Діви Марії — день великого відпусту, і тоді раз у рік відслонювано образ Богоматері, який чудотворним способом відновився 130 років тому у хаті бідняка, що сам помер від голоду. Цей образ перенесено до церкви з хати Шедловського при участі митрополита С. Сембратовича та вірних з усіх довколишніх сіл.

## Читальня «Просвіти» (1902—1939 рр.)
Поштовхом до створення читальні в селі Підбірці послужило просвітньо-економічне віче, яке відбулося 15 липня 1900 року за сприяння львівської філії «Просвіти» на обійсті Івана Дропи. У 1902 році читальня в селі була фактично створена. Відбулися загальні збори селян, де були внесені загальні статути до намісництва, але реальної площі читальня ще не мала.
Влітку 1908 року в члени матірного товариства «Просвіта» з Підбірців вступили Степан Бойко та Григорій Зарицький. Другі загальні збори відбулися 20 червня 1909 року на яких було обрано голову читальні — Григорія Брезденя, який виділив частину своєї хати під читальню. Тоді членів записалося 46, що вклали на розвиток читальні 18 корон, а отець Бернацький пожертвував 10 корон.
У 1911 році при читальні були створені аматорський гурток (для постановки вистав) і хор. У 1923 році гуртком керував син о. Пилипця, а хором — Т. Бачинський. На початку 1912 року відбулися збори читальні, на яких виголосили фінансовий стан читальні, що становив 300 корон та інше. В цей час читальня мала 77 членів. Членські внески становили 2,4 корони на рік, майна читальня мала аж на 1567 корон. Передплачувала газету «Нове слово», отримувала часописи «Діло» і «Свобода». В бібліотеці налічувалося близько 70 книг, а 1913 року кількість книг збільшилася до 417 одиниць.
9 червня 1925 року був оновлений керівний склад читальні: замість Г. Брезденя, А. Парубчака та М. Мельника до виділу були введені М. Брездень, І. Левицький та П. Кузьма. До Петра Кузьми було перевезене майно читальні. 20 січня 1926 року керівники читальні купили у сина М. Брезденя ділянку під забудову за 1150 злотих.
У липні 1927 року читальня мала таке майно: 4 лавки, шафу, 4 образи, вішалку, лампу, набір речей для вертепу тощо. Будинок читальні був огороджений парканом. За 1927 рік читальня організувала 3 концерти, 2 фестин, 3 вечорниць тощо. У 1935 році бібліотечний фонд читальні складав 448 одиниць (книг).
У 1928 році при читальні існували 2 оркестри: мандоліновий і духовий (16 інструментів). Керівником духового оркестру був колишній військовий капельмейстер Шмідт.
У 1936 році почали заготовляти камінь під фундамент нової читальні, навіть вже склали проєкт, але будівництво поступово відкладалося і камінь під час війни порозтягували місцеві. Головою читальні перед війною був о. Романчукевич. Читальня у 1939 році подарувала 3000 злотих на завершення будівництва церкви.
За війни читальня завалилася, бо і до того не мала належного стану, причиною було те, що восени 1939 року радянська влада забрала під «клуб» польський «дім людови», що теж не зберігся до наших днів.

## Народний дім
Народний дім у селі Підбірці існував ще за часів Польщі. Польська громада мала «Дім людови». Тому українська громада вирішила побудувати свій Народний дім; селяни своїми коштом і силами звели хату-читальню. У ній ставили вистави, багато років діяв духовий оркестр, яким керував Дмитро Брездень.
Із приходом радянської влади хату-читальню закрили, а будинок знесли. Клуб було перенесено в польський будинок, де він містився до 1964 року. Керував тоді просвітницькою роботою Петро Побережний. Споруда ця була в аварійному стані, тому згодом і її закрили. На жаль, до сьогодні новий Народний дім не збудований. Лише у 1985 році тоді ще радгосп «Жовтневий» перебудував колишній костел на профспілковий клуб, який діє донині як Народний дім. Першим директором цього закладу культури був Л. Чорний. Він створив у 1989 році хоровий колектив «Воля».
З Підбірців родом відомий музикант духових інструментів М. Блощичак, який бере активну участь у майже всіх місцевих святкових заходах.

## Бібліотека
У 1908 році в селі почала діяти хата-читальня місцевого осередку товариства «Просвіта», головою якої став Петро Брездень. При читальні діяла бібліотека. «Просвіта» працювала регулярно, що засвідчують звіти про проведені заходи.
1950 року, коли наступило відносне затишшя, село електрифікували та відкрили  бібліотеку. 3 1952 року, майже 40 років, завідувала нею Ганна Несіймук. Бібліотечну естафету перейняла її онука Ліля Гінда, 2002 року — Оксана Сидор. У 2005 році книгозбірню перенесли на другий поверх будівлі Народного дому.

## Хронологія в історичних періодах

### 1385—1569 роки. Королівство Польське (Королівство Яґеллонів)
- 1464 — Петро з Браниць, суддя, і Ян з Високого, підсудок, львівські землевласники, на підставі присуду королівських комісарів вирішують, що Абрамові Хохловському не вільно брати в Підбірцях ніякого мита.
- 1537 — Себастіян Браницький, єпископ кам'янецький і коронний референдар, визначає обов'язки королівських сіл Підбірці й Кам'янопіль супроти державця їх Казимира Гінки.
- 1565 — село відповідно люстрації, разом з Кам'янополем, дворами та садами, належало спочатку до староства Львівського і дано було на власність Лешнівському.
- 1578 — Управляє селами Дорота Гінка.
- 1585 — Володіє Підбірцями Яків Понентовський, каштелян берестейський.

### 1569—1772 роки. Річ Посполита
- 1603 — Підбірці у власності Войтиха Понентовського.
- 25 жовтня 1634 р. — король Владислав IV Ваза надає заслуженому Марцяну Моравцю, львівському підпоряднику, його дружині Зофії де Урбаніс та їхньому синові дозвіл на присвоєння сіл Кам'янополя та Підбірці, які матимуть села на все життя.
- 1644 — король Владислав IV Ваза іменує суддів для полагодження межових суперечок між королівськими добрами Кам'янополем, Підбірцями та Лисиничами, що були власністю львівських бенедиктинок.
- 1648, 1655 — під час облог Львова 1648 та 1655 років у селі перебували війська Богдана Хмельницького.
- 1663 — король Ян Казимир надає Томашеві Лужецькому, чоловікові Софії з Жевуських, першого подружжя Моравиці, доживоття (староство) в Кам'янополі та Підбірцях.
- 1689 — король Ян III Собеський дозволяє Софії Жевуській, вдові по Томі Лужецькому, підкоморієві венденському, зректися доживоття (староства) на села Кам'янопіль та Підбірці на користь Яна Берендса, мечника новогрудського.
- 1694 — король Ян III Собеський дозволяє полковникові Янові Берендсові, відступити доживоття (староство) Кам'янополя та Підбірців на користь Атаназія Мйончинського.
- 1711 — король Август II Фрідріх дозволяє Атаназієві Мьончинському, надвірному підскарбникові, передати свої права на Кам'янопіль та Підбірці синові Петрові.
- 1748 — король Август III дозволяє Антонові Яворському і Софії із Збояновських, подружжю, відступити право доживотного солтиства Підборець на користь Венедикта Городецького та Катерини з Цісовських.
- 1763 — у селі збудовано велику дерев'яну церкву в стилі українського бароко з п'ятьма банями.
- 1769 — король Станіслав-Август Понятовський надає Касперові Струмінському солтиство у Підбірцях, у старостві кам'янопільському.

### 1773—1918 роки. Королівство Галичини та Володимирії (під впливом Австрійської імперії, а потім Австро-Угорщини)
- 1787 — біля села спустили ставок Мердерів, який належав до території села, утворивши спільне пасовище із сусідніми Лисиничами. Цього ж року по периметру меж було насипано 65 копців.
- 1792 — в Підбірцях народився Григорій Яхимович, який став перемишльським єпископом, а пізніше львівським митрополитом.
- 12 липня 1869 — повз села проклали 92-кілометрову залізницю Львів-Броди.
- 2 червня 1874 — зведена та відкрита сільська дерев'яна школа.
- 1900 — закриття в селі австрійської цегельні.
- 1908 — в селі почала діяти хата-читальня «Просвіти», головою якої став Петро Брездень.

=== 1918—1919 роки — бій УСС з більшовиками за Підбірці і Лисиничі.
- 16 квітня 1919 — бій і поразка УГА з польським військом за Підбірці та Лисиничі.

### 1919—1922 роки. УНР
- 1922—1938 — на місці дерев'яної церкви звели муровану церкву святого Миколая.

### 1922—1939 роки. Польська республіка
- 1925—1930 — за фінансової допомоги повітового староства поляки побудували костел, у 1935 — дзвіницю біля костелу.
- 1926 — збудовано дзвіницю біля старого дерев'яного храму.
- 1926 — засновано місцевий осередок товариства «Просвіта».
- 1931-1933 — о. Петро Пилипець — парох храму святого Миколая та голова читальні осередку товариства «Просвіта» в Підбірцях.

### 1941—1944 роки. Німецька окупація
- 28-29 червня 1941 — прохід німецьких військ через село.
- 1943 — підпільна група «Народна гвардія імені І. Франка» підриває на залізниці німецький ешелон.
- 1943 — завершення будівництва та відкриття нової мурованої церкви.
- 20 липня 1944 року — до села вступили радянські війська, по битві із німцями, яка відбулася у межах навколишніх сіл.

### 1945—1991 роки. СРСР
- 1950 — повна електрифікація села. Відкрито першу бібліотеку.
- 1958 — на залізничній станції Підбірці споруджено вокзал, який 2007 року суттєво реконструйований.
- 1959 — село територіально приєднали до Пустомитівського району.
- 1966 — електрифіковано залізничну станцію.
- 1965 — відкриття і посвячення нового місця для цвинтаря в селі о. Володимиром Грудзіцьким.
- 1975 — була збудована нова середня школа на 350 місць.
- 1977 — археолог Козак Д. Н. проводить на території села розкопки, під час яких відкриває поселення Зубрівської культури, що датує серединою І століттям.
- 1985 — радгосп «Жовтневий» перебудував колишній костел на профспілковий клуб, який діє донині як Народний дім.
- 1989 — Любомир Чорний засновує хоровий колектив «Воля».

## Освіта

### Загальноосвітня школа I-III ступенів

Фото 2010 року

До 1826 року шкільного будинку в селі не було. Проте вже в 1827 році діти навчались в будинку священника (серед перших школярів було 5 хлопчиків і 2 дівчинки). В архівних документах 1832 року згадується школа-дяківка, у 1850 році тут працювала парафіяльна школа. 
Основним документом, який засвідчує заснування школи у Підбірцях, є протокол, складений повітовим комісаром за дорученням Львівського пана старости, який очолював Шкільну Раду заміського округу. Цей документ був підписаний 6 грудня 1873 року і ухвалений Шкільною Радою 27 січня 1874 року.
Протокол був підписаний сільським війтом Франціском Мазуркевичем, громадськими радниками: Петром Бойком, Олексою Мостецьким, Іваном Пастернаком.
Громада виділяла на будівництво школи 240 злотих. Школа у Підбірцях повинна була бути філіальною з окремим вчителем.
Школу було збудовано та відкрито 2 червня 1874 року. Із архівних даних маємо відомості, що це був дерев'яний будинок, покритий соломою, складався із двох приміщень — класного, в якому стояло три лавки, та приміщення для проживання вчителя. Кількість дітей, які навчалися на той час, це 24 хлопчики і 3 дівчинки, всього в селі мешкала 681 особа. Першим вчителем і водночас директором став Олександр Буркевич.
Із наступного документу, а саме рішення громадської управи в Підбірцях від 7 лютого 1891 року, дізнаємося, що Шкільна Рада заміського округу, який належав пану Леонарду Кручковському, прийняла постанову про створення на базі філіальної школи двокласної школи, із двома окремими вчителями. Річна плата вчителів мала становити 210 злотих.
Цього разу протокол був підписаний сільським війтом Іваном Пастернаком та громадськими радниками: Петром Бойком, Петром Паробчаком, Василем Бойком, Йосипом Колосовським, Іваном Дульницьким.
Справа в тому, що в селі на той час проживало багато поляків, які не хотіли аби їхні діти навчалися разом з українськими. Часто виникали на національному ґрунті конфлікти. Аби уникнути цих сутичок, на базі філіальної школи утворили двокласну школу. В одному класі вчилися українські діти, в іншому — польські, їх навчали різні вчителі.
До цього часу збереглися приміщення обох шкіл. Перша проіснувала дуже довго, в ній діти навчалися аж до 1975 року, потім це був місцевий побуткомбінат, до 2005 року — приміщення сільської пошти. Друга школа, яка була заснована у 1891 році, також збереглася, сьогодні це сільський фельдшерсько-акушерський пункт.
З 1911 року директором школи був С. О. Жачкевич.
Під час Другої світової війни школу було розділено на два приміщення. Стара школа залишилася місцем навчання українських дітей (Прилюдна Народна Школа, директор Жачкевич С. О., очолював школу до 1950 р.), а новозбудована (нині — це фельдшерсько-акушерський пункт і крамниця) стала місцем навчання польських дітей.
У радянський період після Другої світової війни, коли дітей стало більше, виникла потреба у новому шкільному приміщенні. Тоді було прийнято рішення перетворити плебанію (будинок місцевого священника) у шкільне приміщення. З 1960 року там навчалося два класи. Воно було непристосованим до навчання, недостатньо світлим і тісним.
Школа була восьмирічною, тому більшість дітей після її закінчення продовжували навчання у львівських школах.
У різні часи директорами школи були Федевич Я. В., Мазухін О. В., Хомутник П. М., Баранський В. Й. (1952—1984 рр.)
У 1975 році була збудована нова середня школа на 350 місць. Відкриття школи відбулося 26 січня 1975 року. У нову школу прийшло 282 учні. 1 вересня 1975 року у школі було вже 325 школярів. Найбільша кількість учнів навчалася у 1998/1999 навчальному році — 532 учні.

## Економіка
На м'ясопереробному підприємстві компанії «Барком» виробляються ковбасні вироби торгової марки «Родинна ковбаска». Щоденно на цьому підприємстві працює понад півтисячі осіб.

## Залізнична станція Підбірці

Фото 2011 року

Лінійна пасажирська залізнична станція Підбірці Львівської залізниці, розташована з північно-західної сторони. Розташована на лінії Львів — Красне, між станціями Підзамче (7 км) та Борщовичі (10 км).
Дата відкриття станції наразі не встановлена, на момент відкриття залізниці (1869 рік) станції не існувало. На польській топографічній мапі 1925 року позначена як зупинна платформа. На мапах 1940-х років показана як станція.
Електрифіковано станцію 1966 року. На станції зупиняються лише приміські електропотяги.

## Відомі люди
- Блощичак Мирон (нар. 1962) — Заслужений артист України. Виконавець класичних, фолькових та джазових композицій.
- Гарасевич Михайло Григорович (1763-1836) — український історик і церковний діяч, один із перших представників українського національного відродження в Галичині. Доктор богослов'я (1789).
- Козак Денис Никодимович (нар. 1944) — видатний український археолог. Дослідник Волині І тис. н. е. Доктор історичних наук (1990), професор.
- о. Данко Крупка (1826 — 8 листопада 1891, Підбірці) — церковний діяч, педагог, довголітній душпастир у селі. Висвячений у 1852 році, 1852—1854 років завідував парафією у селі Підберізці. 2 грудня 1854 року призначений парохом у Підбірці, де прослужив 37 років. У 1870 році під його керівництвом була відновлена церква. Вівтарі, іконостас, рами образів були позолочені[8][9]. Восени 1884 року отримав подяку від шкільної влади за добре навчання релігії у школі[10] Був одружений з Марією, дочкою о. Григорія Честинського. Мав двох дітей.[11][12].
- о. Кучабський Володимир (1901-1945) — греко-католицький священик, катехит, науковець, письменник, редактор католицької преси.
- Атаназій Валентій Мьончиньський (1639-1723) — державний, політичний і військовий діяч Речі Посполитої.
- Петровський Варфоломій — селянин, посол до Австрійського парламенту 1848 року.
- Пилипець Петро (1877-1943) — український греко-католицький священик, декан, церковний і громадсько-політичний діяч.
- Сокіл Василь Васильович — завідувач відділом в Інституті народознавства НАН України, доктор філологічних наук, професор.
- Старак Теодозій (1931-1999) — вчитель школи, політик, дипломат.
- Хабурський Степан (1898-1972) — український греко-католицький священик, публіцист, видавець.
- Яхимович Григорій (1792-1863) — церковний і громадсько-політичний діяч, учений-богослов, греко-католицький митрополит галицький, автор численних проповідей та богословських праць.

## Родини
У селі проживають родини: Антонів, Бабій, Барабаш, Бачинський, Беднарський, Бедрій, Блощичак, Боднар, Бойко, Брездень, Брилінський, Вагеман, Васік, Василюк, Василюшко, Васів, Винярський, Волчак, Воробель, Воротилко, Гавриляк, Гадух, Галицький, Голод, Горбаль, Грабовецький, Грабовських, Гривнак, Гриньовський, Грициляк, Гук, Гуль, Данило, Данчишин, Дитиняк, Дольницькі, Дорош, Дребот, Дудяк, Журавель, Жукровський, Загребельний, Загартовський, Заремба, Зарицький, Іващишин, Кіт, Кіцай, Кіцик, Клим, Ключковський, Курчик, Кобрин, Ковалишин, Колич, Колосовський, Колюбінський, Кметь, Кондратюк, Крупа, Кузик, Кульчицький, Луцик, Лясечко, Мадея, Медведко, Мельник, Михалевич, Мікула, Михальчук, Нижник, Огірко, Огородник, Оленич, Паздерський, Паславський, Паробчак, Пелешак, Пендрак, Петрик, Перцев, Пиріг, Підкова, Пирожак, Поліщак, Полошинович, Пона, Придиба, Пришляк, Савка, Саєвич, Сворінь, Сільмовський, Смереканич, Сокіл, Солило, Сопілка, Сопінка, Сорока, Стахера, Стащишин, Стеценко, Сувало, Татарин, Терешко, Турка, Турчин, Ханик, Хомів, Хруставка, Цалик, Чайка, Чак, Чорний, Швед, Шенгофер, Шидловський, Шуптар, Юськів, Юрків, Явнич.

## Мапи

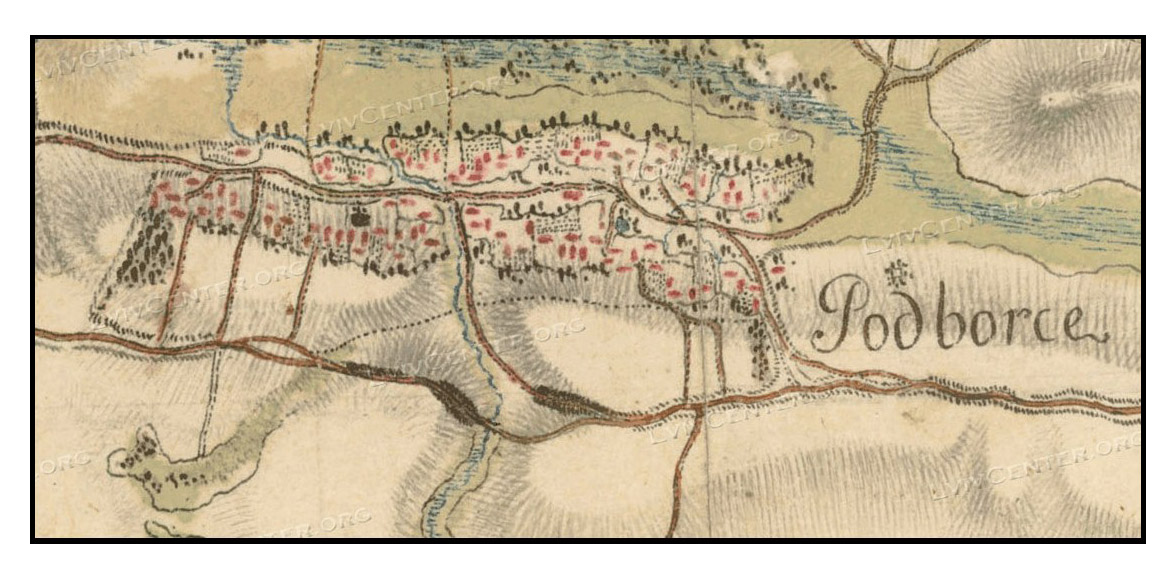
Lemberg Leopol Lwow 1783
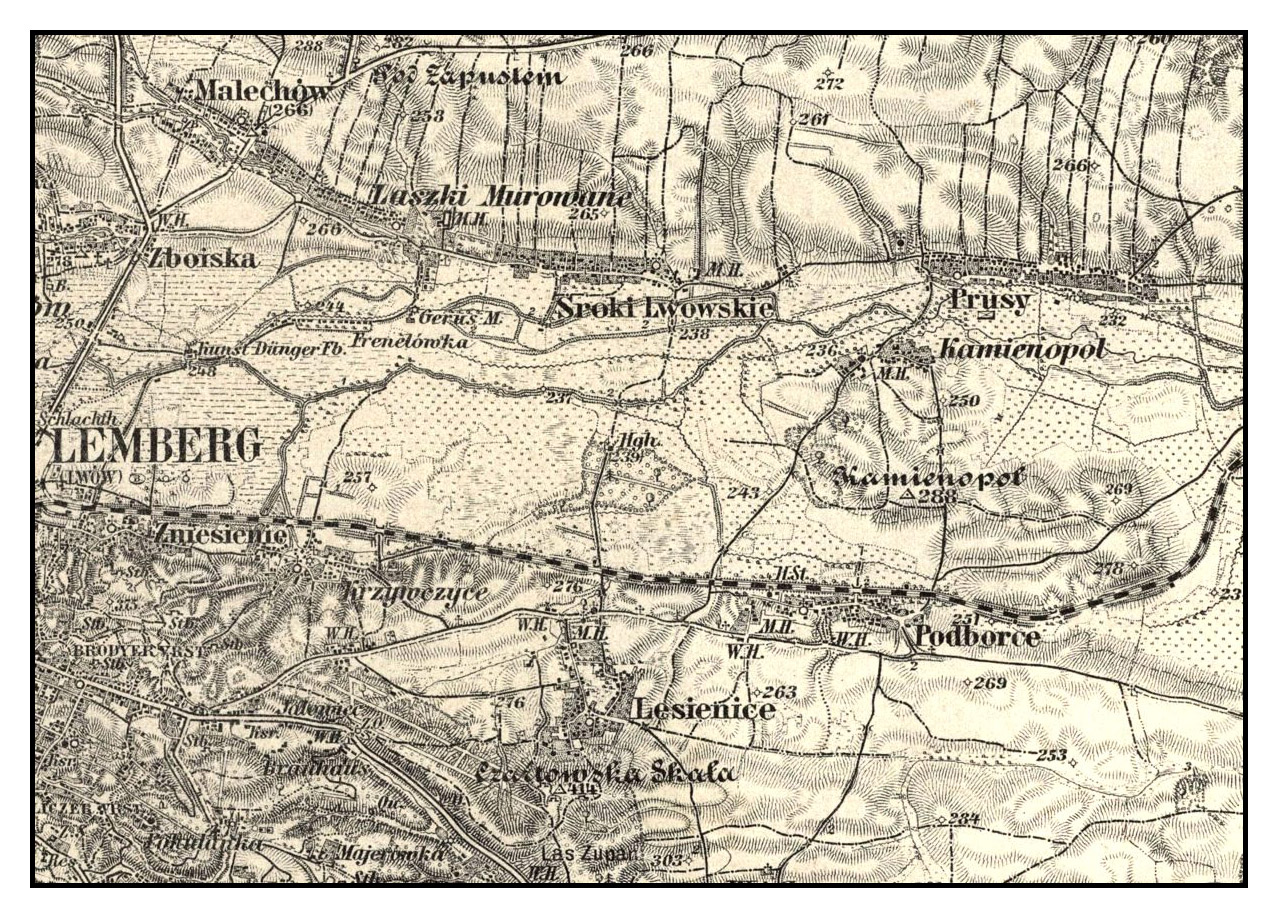
Lemberg 1898
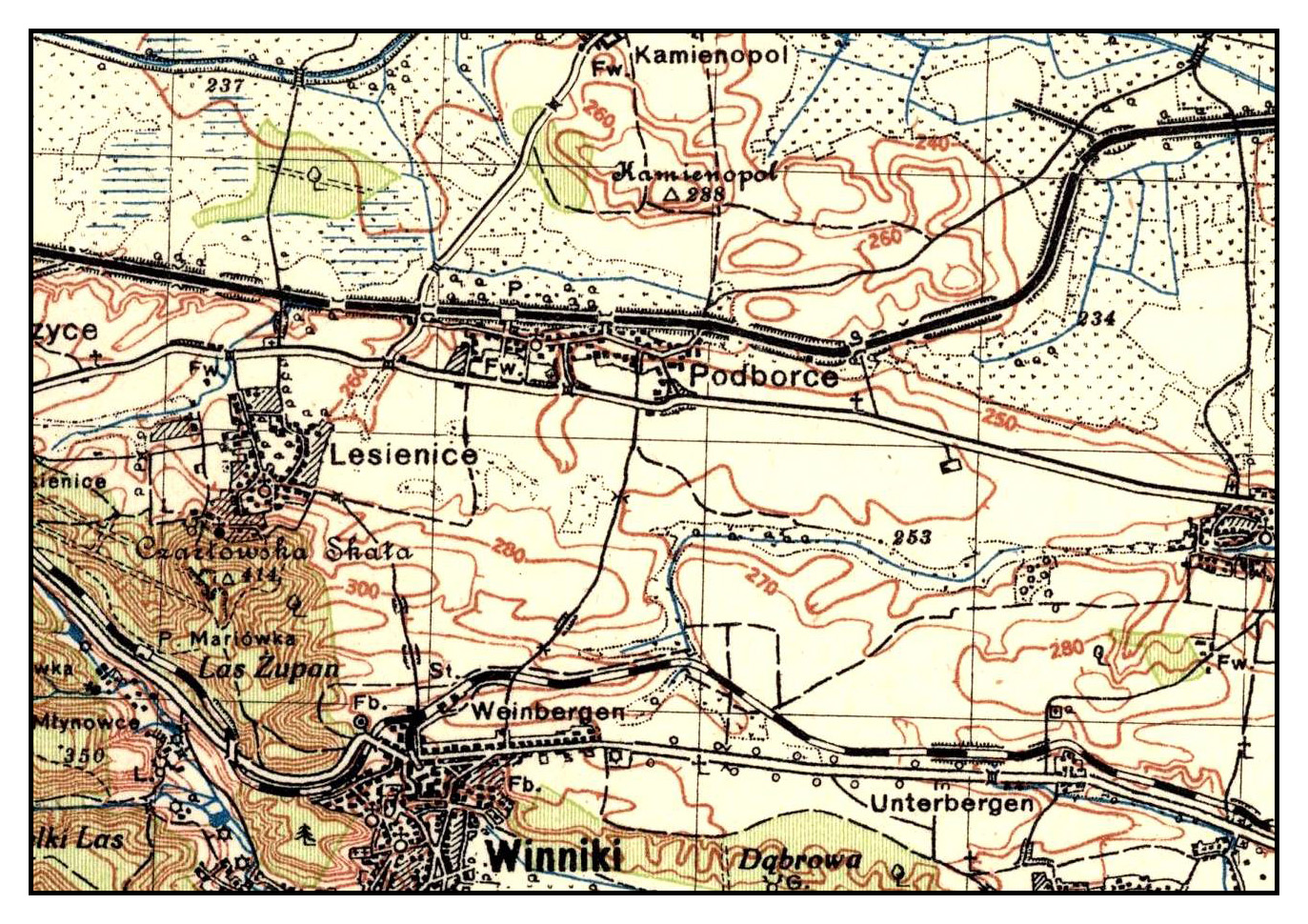
Wojskowy Instytut Geograficzny. Warszawa 1925
Wojskowy Instytut Geograficzny. Warszawa 1930
Сучасна карта-схема

## Галерея

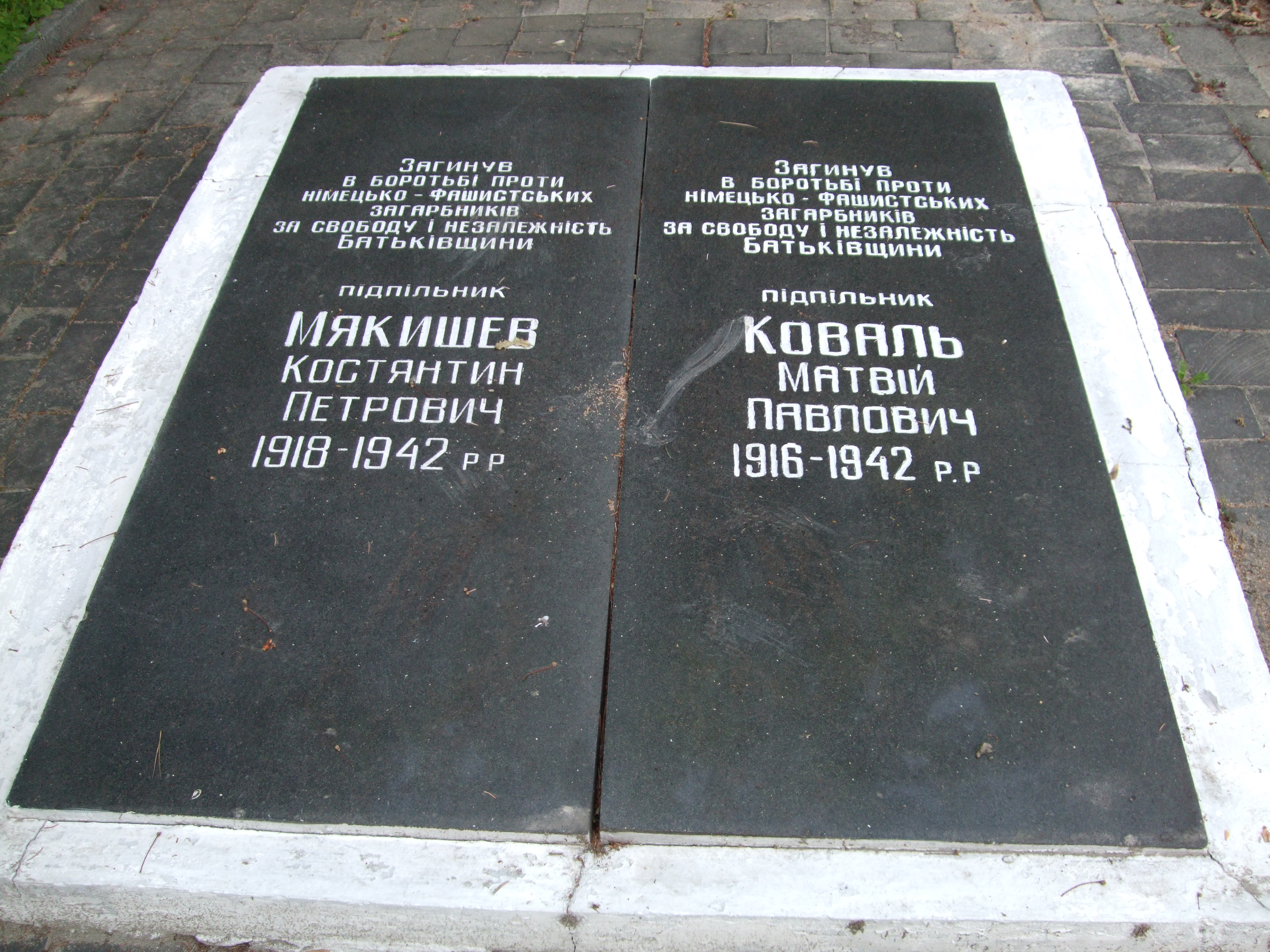
Пам'ятник «Борцям за волю і свободу України»
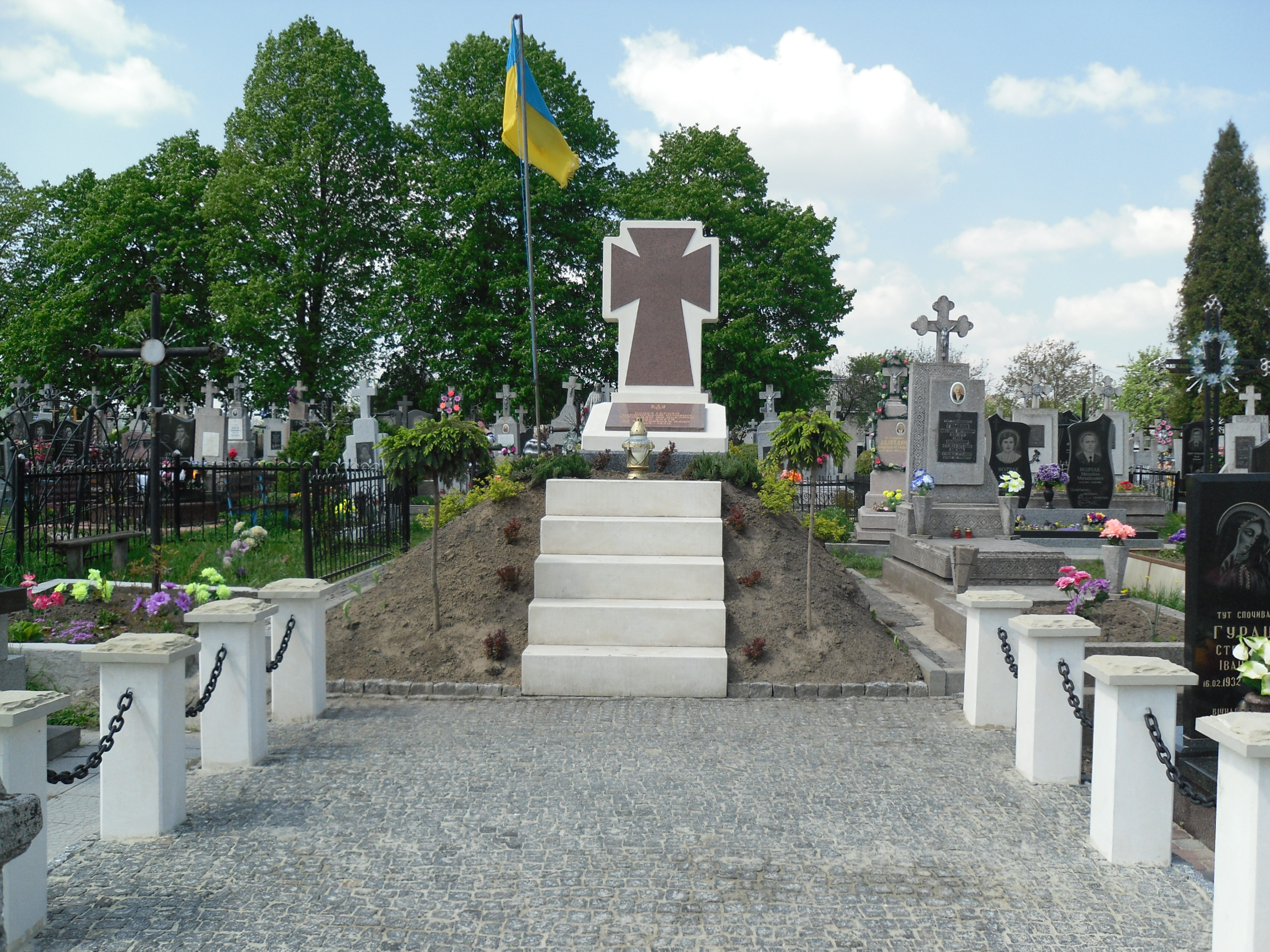
Пам'ятник УСС